# Soldadura sin plomo

## Motivación
Aunque la industria electrónica es el blanco de la eliminación del plomo señalado por la Directiva europea RoHS, es justo decir que solamente una pequeña proporción del total del plomo utilizado por la industria es usado en la producción de equipos eléctricos y electrónicos. El motivo por el cual es esta industria la que tiene que enfrentarse al cambio, a pesar del bajo contenido en plomo en relación con otras industrias, es la gran cantidad de basura electrónica que se genera y que termina muchas veces en vertederos al aire libre de todo el mundo, muchos sin ningún tipo de control químico previo.

## Problemática
Debido a que el plomo es uno de los metales más baratos de la tierra, el hecho de reemplazarlo por otro, implica directamente la subida del precio en la aleación. Además, no debe pasarse por alto el coste subyacente de educar y entrenar al personal en el uso de aleaciones sin plomo.
Por otro lado, la fiabilidad y la durabilidad a largo plazo son un motivo de gran preocupación para la industria electrónica.
Este cambio no sólo afectará al proceso de soldadura sino también a sus componentes. Al complicado proceso de adaptación y rediseño de todos los componentes industriales que forman el proceso de fabricación se suma, además, el riesgo de que algunos componentes puedan quedar obsoletos.

## Historia de la soldadura sin plomo
Desafortunadamente, el plomo es una sustancia tóxica que a menudo ha sido apodada con el sobrenombre de “la amenaza silenciosa”. Se especula que la historia de la legislación libre de plomo podría haberse originado en la Antigua Roma, donde el agua de bebida que era distribuida por tuberías fabricadas con plomo provocó daños cerebrales a sus ciudadanos.
La soldadura sin plomo es sólo una parte, aunque la más controvertida, de toda una tendencia global hacia un entorno de productos green. 
En 1990, los EE. UU. fijaron una tasa para el plomo utilizado en la industria, pero los grupos de poder presionaron intensamente hasta lograr que estas tasas fueran suprimidas. Uno de estos grupos era IPC, que, sin embargo, nueve años más tarde, declaraba que empezarían a prestar un servicio a la industria con el objetivo de ayudarla a introducir alternativas libres de plomo.
En 1994, se inició el programa “Improved Design Life and Environmentally Aware Manufacturing of Electronics Assemblies by Lead-free Soldering” (IDEALS). Grupos de investigación, OEMs y consorcios se reunieron para examinar y considerar más de 200 aleaciones sin plomo. Resultó que tan sólo servían menos de 10 de todas las opciones evaluadas. Por último concluyeron que, para la mayoría de los procesos, la aleación más apta era aquella compuesta por estaño/plata/cobre, también llamada SAC. La temperatura de fusión de la aleación SAC305 (96.5% Sn, 3.0% Ag, 0.5% Cu) es 34 °C superior a la de SnPb. 
Es en el mercado japonés donde la presión medioambiental ejerce mayor influencia, debido a que las consecuencias climáticas se han hecho claramente más visibles en este país que en otras partes del mundo. En 1998, los japoneses destacaron 3 alternativas: una forma de SnAgCu y dos formas de SnAgBi. El movimiento japonés es el que ha ido presionando progresivamente al resto del mundo a iniciar la conversión hacia una producción libre de plomo. El gobierno japonés no estaba seguro de regular el uso del plomo en los productos de electrónica de consumo debido al potencial impacto económico, pero muchos de sus esfuerzos por reducir el plomo han sido seguidos voluntariamente por la industria. Muchos OEMs japoneses hicieron numerosos anuncios sobre su objetivo de reducir y eliminar el plomo en sus productos e incluso han demostrado que los denominados productos verdes pueden incrementar la cuota de mercado. Sirva como ejemplo el MiniDisc MJ30 lanzado por Matsushita (Panasonic) en 1998 y vendido como el primer producto Lead Free. El eslogan decía “because even the smallest details help the planet” (porque hasta los más pequeños detalles ayudan al planeta). En concreto usaba una soldadura de SnAgBi. Su cuota de mercado se incrementó desde el 4.6% al 15% en tan sólo 6 meses. 
En Europa, la Directiva RoHS se publicó el 13 de febrero de 2003 y su última revisión, el 13 de febrero de 2005. Entró en vigor el 1 de julio de 2006. Restringe seis sustancias, entre ellas el plomo.
Algunos creen que la culminación de la implementación de la Directiva RoHS será el acontecimiento más perjudicial en toda la historia de la industria electrónica. Sin embargo, bien utilizado, puede ser un instrumento de marketing... 
- Datos: Q3780561